# Elida (Ohio)
Elida é uma vila localizada no estado norte-americano de Ohio, no Condado de Allen.

## Demografia
Segundo o censo norte-americano de 2000, a sua população era de 1917 habitantes.
Em 2006, foi estimada uma população de 1893, um decréscimo de 24 (-1.3%).

## Geografia
De acordo com o United States Census Bureau tem uma área de
2,7 km², dos quais 2,7 km² cobertos por terra e 0,0 km² cobertos por água. Elida localiza-se a aproximadamente 244 m acima do nível do mar.

## Localidades na vizinhança
O diagrama seguinte representa as localidades num raio de 16 km ao redor de Elida.